# Мурав'янка-куцохвіст гвіанська
Мурав'янка-куцохвіст гвіанська (Hylophylax naevius) — вид горобцеподібних птахів родини сорокушових (Thamnophilidae). Мешкає в Амазонії і на Гвіанському нагір'ї.

## Підвиди
Виділяють п'ять підвидів:

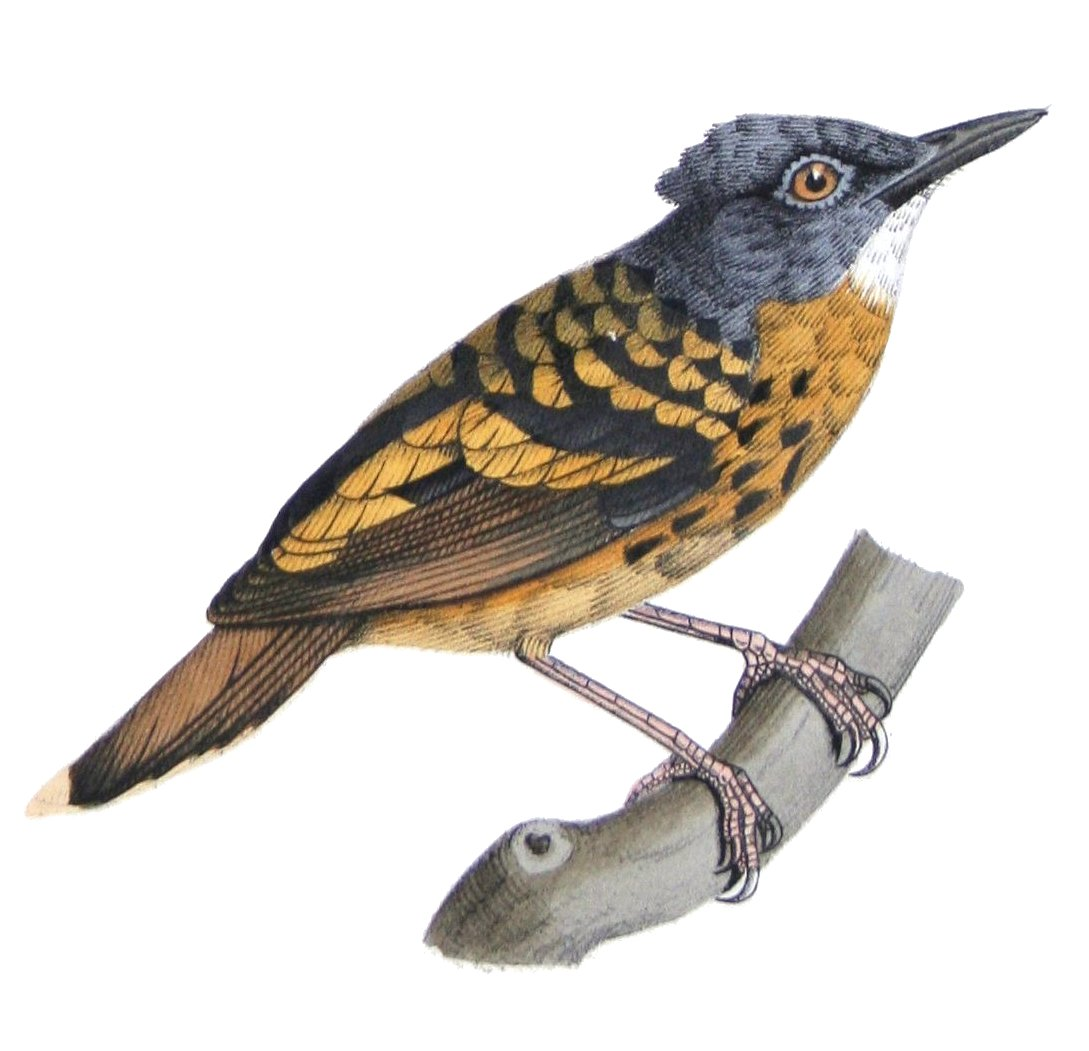
Гвіанська мурав'янка-куцохвіст (підвид H. n. theresae)

- H. n. theresae (Des Murs, 1856) — південно-східний Еквадор (на південь від річки Напо), північно-східне Перу (Лорето) і захід Бразильської Амазонії (на схід до Тапажоса, на південь до південного Амазонаса і Рондонії);
- H. n. peruvianus Carriker, 1932 — передгір'я на півночі Перу (Амазонас, Сан-Мартін);
- H. n. inexpectatus Carriker, 1932 — південний схід Перу (від Укаялі на південь до Пуно), південний захід Бразилії (Акрі) і північно-західна Болівія;
- H. n. naevius (Gmelin, JF, 1789) — від південно-східної Колумбії і північно-східного Еквадору до Гвіани, північного Перу (на північ від Напо) і північної Бразилії (на північ від Амазонки);
- H. n. ochraceus (Berlepsch, 1912) — південно-східна Бразильська Амазонія (між річками Тапажос і Токантінс, на південь до Мату-Гросу).

## Поширення і екологія
Гвіанські мурав'янки-куцохвости мешкають в Колумбії, Еквадорі, Перу, Болівії, Бразилії, Венесуелі, Гаяні, Суринамі і Французькій Гвіані. Вони живуть в підліску вологих рівнинних і заболочених тропічних лісів. Зустрічаються на висоті до 1350 м над рівнем моря. Живляться комахами та іншими безхребетними.